# Nicusor Ghebosu
Nicusor Ghebosu (ur. 20 listopada 1983 w Fetești) – rumuński wioślarz.

## Osiągnięcia
- Mistrzostwa Świata Juniorów – Zagrzeb 2000 – czwórka ze sternikiem – 11. miejsce[1].
- Mistrzostwa Świata Juniorów – Duisburg 2001 – czwórka bez sternika – 4. miejsce[1].
- Mistrzostwa Świata Juniorów – Duisburg 2001 – ósemka – 1. miejsce[1].
- Mistrzostwa Świata – Mediolan 2003 – ósemka – 10. miejsce[1].
- Mistrzostwa Świata Juniorów – Brandenburg 2005 – ósemka – 1. miejsce[1].
- Mistrzostwa Świata – Gifu 2005 – ósemka – 12. miejsce[1].
- Mistrzostwa Świata – Eton 2006 – ósemka – 12. miejsce[1].
- Mistrzostwa Świata – Monachium 2007 – czwórka podwójna – 19. miejsce[1].
- Mistrzostwa Europy – Poznań 2007 – ósemka – 6. miejsce[1].
- Mistrzostwa Europy – Ateny 2008 – dwójka podwójna – 13. miejsce[1].